# Lucian Sânmărtean
Lucian Iulian Sânmărtean (Bistrița, 13 maart 1980) is een Roemeens voormalig voetballer die doorgaans als middenvelder speelde.

## Clubcarrière
In 1998 tekende hij een contract bij Gloria Bistrita uit zijn geboorteplaats. Na vijf seizoenen, waarin hij tot een vaste waarde was uitgegroeid, ging hij naar het Griekse Panathinaikos. Hier debuteerde Sânmărtean in de Champions League, in de met 5-0 verloren wedstrijd tegen Manchester United, waar hij tot begin 2007 zou blijven. De laatste twee seizoenen kwam hij in onmin met zijn club en mocht niet meer spelen of meetrainen. Er was een arbitragezaak via de FIFA voor nodig om zijn contract te ontbinden.
Na een stage tekende hij een contract bij FC Utrecht. Na problemen met de werkvergunning en een blessure maakte Sânmărtean op 23 maart 2007 zijn debuut in de memorialwedstrijd ter ere van de overleden verdediger David di Tommaso. Zijn eredivisiedebuut maakte hij pas twee weken later, op 8 april in een gewonnen thuiswedstrijd tegen Willem II (3-0). Hij viel in de rust uit met een spierscheuring. In mei kreeg hij tijdens een wedstrijd met de beloften klachten aan zijn lies.
Bij het begin van het seizoen 2007/08 was Sânmărtean volkomen blessurevrij. In een thuiswedstrijd tegen Ajax werd hij 29 minuten werd hij gewisseld omdat hij last van zijn buikspieren. Sânmărtean miste de rest van het seizoen wegens blessures.
Op 30 juni 2008 werd het contract van de speler met een jaar werd verlengd door FC Utrecht met een eenzijdige optie voor de club om deze met nog een tweede jaar te verlengen. Een maand later, in de eerste competitiewedstrijd tegen PSV (1-5) maakte hij zijn rentree, maar na 27 minuten werd hij gewisseld met een kuitblessure. De dag erna leverde Sânmărtean zijn contract in, omdat hij er niet in slaagde om volledig fit te worden en constant te presteren in het team.
Sânmărtean keerde terug naar Roemenië waar hij een seizoen voor Gloria Bistrița uitkwam. Van 2010 tot 2014 speelde hij voor FC Vaslui. Steaua Boekarest nam hem over voor het seizoen 2014/15 en hij keerde ook terug in de nationale ploeg. In januari 2015 tekende hij voor een jaar in Saoedi-Arabië bij Ittihad FC. Hij tekende in juli 2016 vervolgens bij Pandurii Târgu Jiu. Begin 2017 ging hij naar Al-Taawoun in Saoedi-Arabië. In september verliet hij de club. Eind november 2017 sloot hij aan bij FC Voluntari. Daar beëindigde hij medio 2018 zijn carrière.

## Interlandcarrière
Hij debuteerde op 3 juni 2011 in het Roemeens voetbalelftal, in een EK-kwalificatiewedstrijd tegen Bosnië en Herzegovina. Sânmărtean maakte deel uit van de Roemeense selectie op het Europees kampioenschap voetbal 2016.

## Erelijst

### Club
Panathinaikos
- Grieks landskampioen

2003/04
- Griekse beker

2003/04
 Steaua Boekarest
- Roemeens landskampioen

2014

### Individueel
- Roemeens voetballer van het jaar

2014